# La chica dorada (álbum)
La chica dorada es el primer álbum de estudio de la cantante mexicana Paulina Rubio, publicado por el sello discográfico EMI Capitol de México el 20 de octubre de 1992. Tras convertirse en una de las integrantes más destacadas de la banda Timbiriche y grabar once álbumes de estudio, se separó de la agrupación en mayo de 1991 para comenzar su proyecto como artista solitaria. Después de permanecer estudiando varios meses en Europa, viajó a Madrid (España), donde se reunió con diferentes productores musicales y compositores reconocidos de la época para dar inicio a las sesión de grabación de su debut artístico. El álbum se grabó a finales de 1991, fecha en la que también comenzó a grabar la telenovela Baila conmigo en México. 
Producido y musicalmente dirigido por el productor español Miguel Blasco, y escrito principalmente por los letristas y compositores españoles e italianos José Ramón Flórez, Gian Pietro Felisatti y César Valle, La chica dorada es un álbum pop y dance-pop, que incorpora géneros revolucionarios de la época como el new jack swing, new wave y pop rock, además de incluir un par de baladas románticas. La mayoría de las letras abordan temas sobre las relaciones sentimentales, el amor, el desamor y la fama. El álbum recibió críticas favorables de críticos de música; muchos aplaudieron al álbum en sí por ofrecer una interesante mezcla de géneros dentro del pop, mientras que los periodistas de espectáculos consideraron a la cantante como otra estrella fugaz del pop hispano. A pesar de la reacción de los periodistas, La chica dorada fue un éxito comercial y le abrió las puertas a la cantante al mercado internacional. 
Cuatro sencillos se publicaron del álbum entre 1992 y 1993, todos gozaron de un éxito inminente en las listas musicales de sencillos en Estados Unidos y América Latina. El primer sencillo, «Mío», alcanzó la posición número tres de la lista Hot Latin Songs de Billboard y fue certificado como disco de oro en México. Los siguientes sencillos, «Amor de mujer», «Sabor a miel» y «Abriendo las puertas al amor» también lograron un excelente rendimiento en la lista de Hot Latin Songs. Como parte de su promoción, Paulina Rubio se presentó en diferentes programas de televisión, eventos y recintos, y respaldó el álbum con la gira musical La Chica Dorada Tour.
La chica dorada recibió en México certificación de triple disco de oro por vender 450,000 copias. En los Estados Unidos, el álbum tuvo una escalada constante en las listas musicales más importantes de la música latina, y alcanzó el puesto número dos en el Latin Pop Albums de Billboard, convirtiendo a la cantante en una fuerte promesa de la música hispana, y la primera artista mexicana en ingresar a la lista más importante de la industria musical latina en Estados Unidos con su álbum debut, después de los primeros lanzamientos de su compatriota Ana Gabriel. La chica dorada ha vendido 1.2 millones de copias en todo el mundo.

## Antecedentes
En 1982, Paulina Rubio se dio a conocer en la industria de la música hispana como parte del entonces grupo infantil Timbiriche, a los 10 años de edad. Durante los primeros años, la agrupación interpretó canciones dirigidas a una audiencia de niños, y conforme los integrantes iban creciendo, cambiaron poco a poco su mercado, al punto de convertirse en un grupo juvenil con letras sobre romance adolescente. Timbiriche atravesó muchos cambios en su alineación, pero la cantante supo adaptarse. Junto a sus compañeros de grupo, ella impuso su propio estilo, destacándose por ser la más rebelde y desenvuelta. En su etapa de adolescente, Timbiriche logró catapultar su éxito en todo el territorio de México y Latinoamérica, especialmente con el álbum Timbiriche VII (1987) que vendió 800,000 mil copias y se convirtió en uno de los álbumes más vendidos en México de todos los tiempos. Otro éxito comercial fue el disco Timbiriche VIII y IX (1989), que vendió 500,000 copias.
Dentro de Timbiriche, Paulina Rubio le dio notoriedad a su voz en temas como «Acelerar», «Rompecabezas», «Me Plantó», «Sacúdete», «Soy Como Soy» y «Persecución en la Ciudad». Su estilo vocal fue descrito por los periodistas como «hábil» y «poderoso», lo que le dio oportunidad de destacar del resto de sus compañeros. De acuerdo a la revista ¡Hola!, «Paulina brillaba en el escenario por su energía y carisma», mientras que la edición hispanoamericana de Vogue sostuvo que «supo ganarse su lugar con su rubia melena alborotada e imponente personalidad, en uno de los grupos infantiles más importantes en México durante la década de los ochenta y hasta entrados los noventa». Con Timbiriche grabó once álbumes de estudio; Timbiriche 10 (1990) marcó su última producción como integrante del grupo. A principios de 1991, la joven cantante decidió abandonar Timbiriche, y se embarcó en la concepción de su primer disco en solitario.

## Desarrollo y concepto

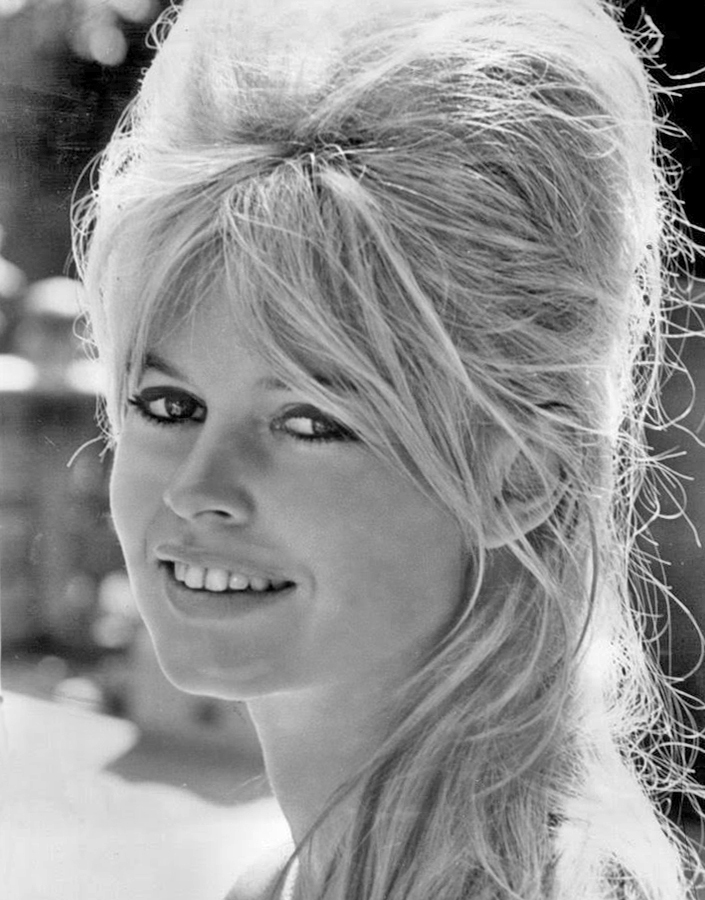
Paulina Rubio se inspiró en Brigitte Bardot para la estética visual de «La Chica Dorada»

Paulina Rubio viajó a Londres entre los 17 y 18 años, donde estudió historia del arte y pintura.En entrevistas ha mencionado que irse a Inglaterra le dio «perspectiva» e «independencia», algo que la hizo enriquecerse artísticamente. A mediados de 1991 se estableció en Madrid, España, llegó a la capital «con mi pianito eléctrico japonés, con muchas programaciones, que era como mi caja de ritmos». Allí se reunió con diferentes productores y compositores reconocidos de la época, incluyendo al productor español Miguel Blasco, creador de los más grandes éxitos discográficos de Alejandra Guzmán, Yuri y Manuel Mijares, por mencionar a algunos artistas. Blasco contactó a su equipo de trabajo, los notables compositores españoles José Ramón Flórez, César Valle y el italiano Gian Pietro Felisatti, quienes ya conocían de cerca a la cantante, ya que habían escrito canciones cuando ella formó parte de Timbiriche. El músico Aleks Syntek fue el único compositor mexicano con quien trabajó para el disco. Fue en el estudio casero de Syntek donde grabó sus primeros demos.
Para financiar el proyecto en solitario le pidió apoyo a su mamá, la actriz Susana Dosamantes, quien además era una gran amiga de Miguel Blasco. Según comentó la actriz Norma Lazareno en una entrevista, Susana «vendió su casa, sus pertenencias y cosas de valor para llevarse a su hija a España, para que la conocieran los grandes compositores de allá y hacerle las canciones con las que logró destacar a nivel internacional».También recibió apoyo de su bisabuela materna Micaela, una fallida concertista mezzosopranoque la animó a rechazar la beca de Televisa que en ese momento tenía.
La cantante viajó a España el 4 de noviembre de 1991 para reunirse con Miguel Blasco y comenzar las sesiones en el estudio. La grabación del álbum se llevó a cabo en los estudios Balu-Balu, en Madrid, entre diciembre de 1991 y febrero de 1992. Durante una entrevista con la cantante y presentadora Ilse para el programa de televisión Galardón a los Grandes, explicó que ofrecería música para «un mercado muy amplio», con un concepto fresco y acorde a su edad. En cuanto a su imagen visual, explicó que se inspiraría en la actriz y cantante francesa Brigitte Bardot. Tras finalizar las primeras sesiones de grabaciones del álbum, regresó a México para filmar sus escenas para la telenovela Baila conmigo (1992), que protagonizó junto a sus excompañeros de Timbiriche, Biby Gaytán y Eduardo Capetillo. La producción resultó ser un éxito masivo, y se publicó una banda sonora para respaldar la promoción de la telenovela, además de múltiples apariciones en programas de televisión y festivales de música, por lo que el lanzamiento de su álbum debut tuvo que ser retrasado.
Respecto a las teorías en torno a cómo surgió su apodo artístico «La Chica Dorada», años después Paulina Rubio aseguró que el periodista Guillermo Vázquez Villalobos, conocido por descubrir a grandes estrellas de la televisión mexicana como Verónica Castro y Lucía Méndez, fue quien comenzó a referirse a ella con este apelativo. Durante la reunión previo al lanzamiento oficial de la cantante, sus representantes y los ejecutivos de su nueva firma discográfica, reconocieron que este apodo evocaba una imagen glamurosa y original, así que optaron por hacer un branding bajo este sello.
Antecediendo el estreno del primer sencillo promocional, Paulina Rubio realizó una campaña publicitaria para presentar el concepto del álbum y dar a conocer el nombre del proyecto. Ella explicó que la estética de «La Chica Dorada» se basaba en «maquillaje muy de los años 60 y los atuendos siempre de color dorado», dándole un aire de una diva de la época del cine clásico de Hollywood. La primera vez que utilizó el look de «La Chica Dorada» fue durante un programa de televisión especial por el Día de las Madres de Televisa el 10 de mayo de 1992, donde interpretó la canción «Sueña, Baila Conmigo» (de la banda sonora de la telenovela Baila conmigo). Apareció luciendo una chaqueta y unos shorts dorados, y un peinado lacio con ondas.
Una vez finalizada la producción del disco, Paulina Rubio firmó un contrato con la compañía discográfica EMI Capitol de México en junio de 1992, y en ese mismo mes se envío a varias emisiones de radio la canción «La Chica Dorada» como un sencillo promocional limitado únicamente en México. En la edición de agosto de la edición mexicana de Teleguía, la cantante explicó: «La vida está llena de ciclos, y yo estoy a punto de empezar el que quizá sea el más importante de mi carrera».

## Composición
El álbum es principalmente un disco de pop y dance pop que incorpora influencias de los géneros new wave, new jack swing, soul y pop rock con toques latinos. También incluye dos baladas románticas. La textura del álbum ha sido descrita como «liviano y bailable». La chica dorada se abre con «Mío», una «canción para la pista de baile» que incluye un extravagante inserto de saxofón en el puente y termina con riffs de guitarra eléctrica. Contiene un coro en clave soul e influencias new wave y synth pop. Líricamente es una canción de respuesta que habla de la rivalidad de dos mujeres que están enamoradas del mismo hombre, en cuyas declaraciones «concretas, elegantes y directas», la intérprete «refleja la ansiedad de poseerlo todo».Los arreglos de sintetizador synth pop de la segunda pista, «Dime Si Soy Sexy», apuntan a una chica que es perseguida por la multitud cada vez que sale de su casa debido a que está dotada de una natural y exuberante belleza. A través de un chirriante y divertido saxofón incorpora música new wave y un pulso medio. La canción recibió comparaciones con los primeros trabajos discográficos de Madonna. La primera balada romántica del álbum, «Sabor a miel», es un tema sentimental y «poético» que explora los sentimientos abrumadores de un amor perdido; la cantante la ha citado como el tema más personal del disco porque le recuerda a su entonces exnovio Carlos Pavón, que falleció en un accidente automovilístico. La canción incorpora un tempo de vals, teclados y refinados violines y piano.

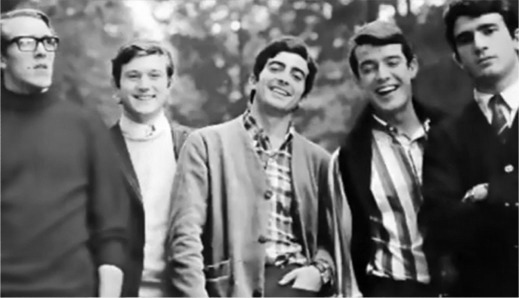
Paulina Rubio incluyó un cover de «La Escoba», del grupo de rock español Los Sírex.

Escrita por Aleks Syntek, la cuarta pista, «El Primer Amor», es una canción synth pop con tintes rock en la que la intérprete describe lo que está dispuesta a hacer para conquistar a un inexperto interés amoroso. Contiene chillidos de guitarras de estilo viejo Oeste y un ritmo de batería marcado. El estilo pop rock secuencial, «Amor de mujer», describe los sentimientos y el estado de ánimo de una mujer enamorada, expresando lo voluble y «mágico» que puede llegar a ser esta cuando experimenta por primera vez el amor y el desamor. La canción es considera el primer himno feminista de Paulina Rubio. Inicia con una secuencia de teclados apresurados y continúa con un ritmo de batería y riffs de guitarras eléctricas que se escuchan al final de cada frase. La sexta pista del álbum, «La Escoba», es un tema carente de arreglos musicales, cantado originalmente por el grupo de rock español Los Sírex, y en el que la cantante manifiesta su deseo de barrer los problemas capitalistas que hacen dividir a la sociedad. Para la grabación de la misma, se incorporó un efecto de chiflidos, gritos y aplausos para emular una interpretación en vivo.
Comenzando con una introducción de riffs de guitarra, el tema que da título al álbum, es una canción dance pop orientada al doo wop. Con armonías debajo del estribillo principal, se asemeja a las canciones de los grupos de chicas de principios de los sesenta. En la letra, Paulina Rubio narra el largo y tortuoso camino hacia el estrellato que experimentó para convertirse en «La Chica Dorada». La emotiva segunda balada del disco, «Abriendo las puertas al amor», explora el característico rango vocal de la intérprete con elegantes armonías. Comienza como una balada suave de piano y culmina con uniformes coros femeninos, incorporando teclados y batería. En el penúltimo tema, «Sangre Latina», la cantante experimenta con el estilo new jack swing, mientras rapea un idilio surrealista sobre un paseo que da por la Ciudad de México luciendo bellay captando las miradas de los hombres. En la canción cita a reconocidas figuras de la cultura como Juan Gabriel, Pancho Villa y Hernán Cortés, así como al flautista de Hamelín. Incluye un sample de «El Manisero» del cantante cubano-español Antonio Machín. El álbum se cierra con el décimo tema, «Amarte en Libertad», un dance pop con influencias del funk, new jack swing y new wave, en donde una narradora liberal y apasionada desea amar sin limitaciones a su amante. Al igual que «Mío» contiene un coro inspirado por el soul. La canción recibió comparaciones con los trabajos de Paula Abdul y Janet Jackson.

## Recepción

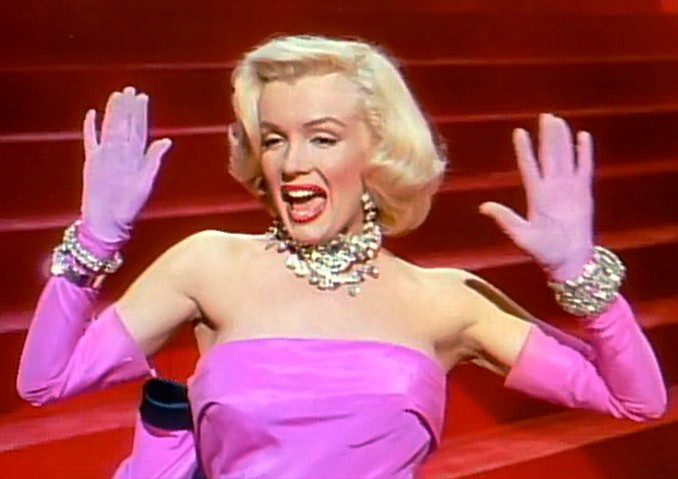
Algunos periodistas compararon la imagen de «La Chica Dorada» con la actriz Marilyn Monroe

### Crítica y legado
Con su álbum debut, Paulina Rubio obtuvo críticas positivas por parte de los críticos de música. AllMusic calificó tres de cinco estrellas, dándole una crítica mixta y considerando el álbum «enérgico», «exuberante», «apasionado» e «intenso» como la imagen misma de la cantante. En una reseña retrospectiva, Apple Music consideró que el álbum es «una propuesta musical arriesgada que trasciende», y alabó la manera en la que mezcló varios estilos musicales dentro del género pop. Debido al éxito y las ventas del álbum, los periodistas de El Siglo de Torreón consideraron el debut en solitario de Paulina Rubio como «la novedad» musical femenina más rentable en México y un gran negocio para su sello discográfico. También fue considerada como la artista femenina firmada por EMI con más discos vendidos a principios de los años 90. No obstante, otros periodistas —la mayoría de ellos comunicadores de espectáculos— la etiquetaron como otro icono fugaz de la década que pronto sería olvidado con el paso del tiempo. 
A raíz de sus llamativos vestuarios, se le comparó con el estilo de Marilyn Monroe y Madonna, —a pesar de que su mayor influencia fue Brigitte Bardot— especialmente por su estilo musical y su estética, que en ese tiempo consistía en vestuarios que predominaban de color dorado con accesorios como joyería y pedrería, maquillaje cargado, cejas remarcadas, labios rojos, el icónico lunar cerca de la mejilla (al igual de Monroe y Madonna) y el cabello con ondas de color rubio o platinado.
En 2024, varios seguidores de la cultura pop y medios hispanos comenzaron a teorizar en redes sociales que la cantante estadounidense Sabrina Carpenter se había inspirado en Rubio «para el diseño de su imagen», como aseguró el portal MSN.Las similitudes entre el estilo de Rubio en la época de principios de los años 1990 y el de la estadounidense coincide especialmente en los vestuarios, el maquillaje y los peinados que lucía la cantante mexicana durante la promoción de sus primeros discos La chica dorada y 24 kilates. «Las tendencias que la Chica Dorada puso de moda en los 90 están de vuelta y conquistando a una nueva generación», dio a conocer en sus redes sociales la edición latinoamericana de Marie Claire, mientras que el medio TNT Latinoamérica aseguró que «Paulina Rubio es tan icónica para nosotros en los años 90 como Sabrina Carpenter hoy en día».
Elena Reina, del periódico El País, escribió que «[Paulina Rubio] pasó de la adolescencia a la mayoría de edad para alcanzar un nuevo récord. Si su imagen ya había sido importante para su carrera de niña, ahora [con su debut] se vuelve crucial», concluyó diciendo que el álbum fue su paso «de niña a mujer». El crítico musical y periodista catalán Jordi Bianciotto destacó, como la mayoría de los periodistas contemporáneos, en que La chica dorada fue un gran éxito comercial gracias a la excelente propuesta visual. En retrospectiva al éxito del álbum, el portal web Terra afirmó que «ante todo pronóstico [negativo] en contra, la cantante logró consolidarse como una de las figuras del pop en español más importantes».

### Comercial
En Estados Unidos, el álbum ingresó en el puesto número veinticuatro de la lista Billboard Latin Pop Albums el 12 de diciembre de 1992. Con el paso de las semanas fue subiendo de lugar en la lista, hasta alcanzar el segundo puesto el 20 de marzo de 1993, lo que la convirtió en la primera cantante mexicana en impactar la audiencia hispana en ese país con su primera producción discográfica. En total, el álbum se mantuvo 29 semanas en la lista. Debido a que Billboard publicó por primera vez la lista Top Latin Albums el 10 de julio de 1993, cuando Paulina Rubio ya había terminado la promoción del álbum, éste hizo su debut en la lista el 27 de agosto de 1993, donde se ubicó en el puesto número cuarenta y dos. Solo permaneció allí tres semanas. Aunque ninguna organización ha confirmado las ventas del álbum en Estados Unidos, la cantante afirmó en una entrevista en septiembre de 1993 que La chica dorada había recibido disco de oro por vender 100,000 copias en ese territorio.
En México, el álbum obtuvo buenos resultados comerciales tras su lanzamiento. Recibió su primer disco de oro en noviembre de 1992 por vender 150,000 copias. Cuatro meses después de su publicación, recibió otros dos disco de oro,, y en mayo de 1993 recibió el disco de platino por 450,000 copias vendidas. En Venezuela obtuvo certificación de oro por vender 10,000 unidades.También fue certificado disco de oro en otros territorios de Latinoamérica como Guatemala, Perú y Colombia. Hasta mayo de 2007, La chica dorada vendió alrededor de 1.2 millones de copias en todo el mundo.

## Promoción

### Imagen pública

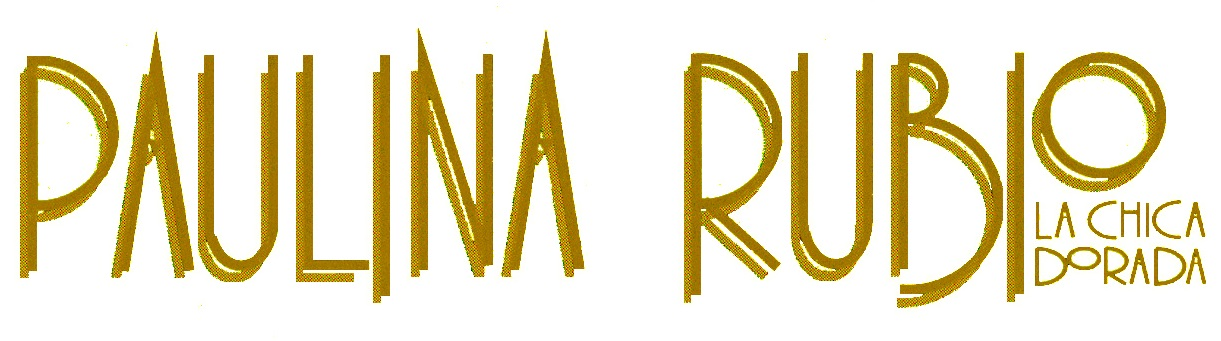
Logo del álbum La chica dorada.

Para dar a conocer el concepto visual de «La Chica Dorada», Paulina Rubio realizó varias sesiones de fotos con reconocidos fotógrafos de México. A diferencia de la imagen desenfadada que lucía en Timbiriche —de melena rubia alborotada y ropa característica de la época— la cantante incorporó accesorios brillantes y de color dorado a sus nuevos vestuarios, adaptando sus looks inspirados en las divas del cine de oro de Hollywood (influenciada principalmente por Brigitte Bardot) a la moda de los años noventa, lo que le daba un aire retro pero muy sofisticado. Según el diario digital Milenio, el aura de «La Chica Dorada» consistía en un «estilo glamoroso, vistiendo siempre elegante, el cabello rubio y su piel bronceada».
En diciembre de 1991, cubrió la portada de la Revista ERES junto al cantante español Sergio Dalma. La publicación de temática juvenil presentó sus respectivos apelativos musicales. En las fotografías realizadas por Pancho Gilardi, Paulina Rubio vistió un atuendo totalmente dorado estilo vaquero y un jumpsuit de lentejuelas doradas que posteriormente recicló para el video musical de «Mío». De esta manera, la cantante comenzó a hacer honor a su apodo de «La Chica Dorada» con sus atuendos. Teresa García del periódico mexicano El Universal sostuvo que «Si bien Sasha [Sokol], su excompañera de Timbiriche, era la Dama de Negro, los ejecutivos [de EMI] decidieron crear esta imagen dorada para Paulina» para mostrar dos propuestas totalmente distintas.

### Presentaciones
La promoción del álbum comenzó en la primavera de 1992, cuando Paulina Rubio realizó una pequeña campaña publicitaria para varios medios de comunicación mexicanos, presentando su nueva imagen de «La Chica Dorada». Luego de firmar un contrato discográfico con EMI Capitol de México, se envió la canción que da nombre al título del álbum a algunas emisoras de radio como parte de una promoción limitada. La cantante realizó varias apariciones promocionales, incluyendo programas de entrevistas y actuaciones en directo en las principales ciudades de México.
El 18 de octubre de 1992 —dos días antes del lanzamiento del álbum—, Paulina Rubio se presentó por primera vez como cantante solista en el legendario programa de televisión mexicano Siempre en Domingo, conducido por el presentador Raúl Velasco. Con su mamá, la actriz Susana Dosamantes, entre el público, interpretó la canción «Amor de Mujer» y el primer sencillo, «Mío», que ya tenía dos meses sonando fuertemente en la radio. Rubio lució un look completamente en dorado que consistía en una minifalda con purpurina, un top recortado y una chaqueta corta, mientras salía de un aparato giratorio para comenzar su actuación. Estuvo acompañada de una banda de músicos y tres coristas de raza negra. El famoso presentador de televisión comentó: «Me gusta ese lunar coqueto que te subrayaron, las cejas ya más oscuras que le dan a tu cara un toque interesante, y con el perdón de tu mamá, que también tiene unas piernas sensacionales». En retrospectiva, tanto los medios como los usuarios en internet, han señalado las palabras de Velasco como elogios excesivos e innecesarios, y una actitud por parte de él demasiado acosadora que quiso disfrazar de «cariño». Su presentación tuvo un alto índice de audiencia, por lo que la cantante fue nuevamente invitada la semana siguiente, volviendo a interpretar «Mío» y «Amor de Mujer», y haciendo por primera vez una actuación en vivo de «Sabor a Miel».A finales de ese año Televisa estrenó un especial televisado por Las Estrellas llamado Instantes, que contaba con varios performances de la cantante, incluyendo una actuación de «Dime Si Soy Sexy» inspirada en la icónica interpretación «Diamonds Are a Girl's Best Friend» de Marilyn Monroe en la película Los caballeros las prefieren rubias, otra de «La Escoba» para la que se vistió de Dorothy Gale de El maravilloso mago de Oz; además de los videos previamente grabados de «Sabor a miel», «Abriendo las puertas al amor» y «Sangre Latina». 
En los Estados Unidos, Paulina Rubio inició su gira promocional en enero de 1993. Actuó para el programa de televisión Sábado Gigante, que es conducido por el presentador chileno Don Francisco. También se presentó en el Festival Calle Ocho de Miami, donde interpretó por primera vez la canción «Abriendo las Puertas al Amor». Regresó a México en marzo de 1993 para actuar en los Premios ERES, interpretando una versión pop remezclada de «Mío». También interpretó una versión remezclada de «Amor de Mujer» en los Premios TVyNovelas, donde recibió el premio a la «Cantante Femenina Revelación del Año». A finales de mayo realizó una presentación en el Hard Rock Café dentro del marco del Festival Acapulco. La cantante fue condecorada con una medalla por su espectáculo. 
A lo largo de la primavera y verano de 1993 viajó a diferentes países de Centroamérica y Suramérica para hacer una gira promocional de La chica dorada. Se presentó en el programa de televisión Aló, Que Tal en Ecuador, conducido por la presentadora Marián Sabaté. A finales de verano de ese año la cantante realizó una actuación y una entrevista para el especial televisivo Studio 4 de América Televisión en Perú, donde dio a conocer los primeros detalles de su siguiente disco. Uno de los últimos países que visitó para promocionar el álbum fue Venezuela, cuando ya se había estrenado 24 Kilates en México. Hizo una actuación especial para el programa de televisión Súper sábado sensacional.

### Sencillos
Se publicaron cuatro sencillos de La chica dorada. El primero, «Mío», se estrenó el 30 de agosto de 1992. Tras su lanzamiento, los periodistas de espectáculos mediatizaron el rumor de que «Mío» era una respuesta musical al sencillo «Güera» de Alejandra Guzmán, publicado un año antes, y que la cantante le habría dedicado a Paulina Rubio por interponerse entre su relación con el músico Erik Rubín. Ambas canciones fueron escritas por José Ramón Flórez y producidas por Miguel Blasco, lo que aumentó las especulaciones de que se trató de una estrategia de mercadotecnia. Comercialmente, «Mío» fue un éxito instantáneo y apareció dentro del top ten de las listas musicales de toda Latinoamérica y en los rankings de ventas en los Estados Unidos, donde alcanzó la tercera posición de la lista de Billboard Hot Latin Songs. En México se mantuvo en el primer lugar en la radio nacional y fue certificado como disco de oro. En términos generales, «Mío» alcanzó el puesto número uno en 12 países del mundo. Culturalmente, es considerada una de las canciones en español más emblemáticas de la década de 1990, así como un himno de la comunidad LGBT. El videoclip que acompaña a la canción, muestra a la cantante modelando en poses exuberantes y vestida con sofisticados atuendos, en su mayoría alusivos al oro y de color dorado, mientras su interés amoroso la filmaba. Obtuvo una nominación a los Premios ERES 1993 en la categoría de Mejor Videoclip.
«Amor de mujer», una canción pop rock con tintes new wave, fue el segundo sencillo del álbum en varios países de Latinoamérica y se publicó el 26 de noviembre de 1992; en algunos formatos se distribuyó como un sencillo EP que incluía remixes junto con «Mío». En los Estados Unidos se publicó como el tercer sencillo del álbum en mayo de 1993. Al igual que el sencillo predecesor, «Amor de Mujer» también fue un éxito comercial y alcanzó la posición número ocho de la lista Hot Latin Songs de Billboard. En México, se convirtió en su segundo sencillo número uno en la radio y figuró dentro del top ten de la lista de las cuarenta canciones más tocadas de rock mexicano de 1993. El vídeo muestra a Paulina Rubio interpretando la canción acompañada de sus músicos en diferentes escenarios. La narrativa aborda la desilusión amorosa, con escenas intercaladas en sepia donde la cantante da un paseo en una motocicleta con su novio, quien adquirió el vehículo de manera ilícita, y al final del vídeo es arrestado por la policía mientras la cantante es presa de la desilusión. 
Un alcance similar a los primeros sencillos en la lista musical Hot Latin Songs de Billboard tuvo el segundo sencillo en los Estados Unidos, «Abriendo las puertas al amor», que apareció en la posición número nueve; con lo que convirtió a Paulina Rubio en la primera cantante mexicana en impactar las listas hispanas en ese país con su primer trabajo discográfico, y en la primera exintegrante de Timbiriche en aparecer en el prestigiado ranking. En el territorio hispano entró en el top ten en países como Panamá. La canción es una de las dos únicas baladas del álbum, obtuvo críticas favorables por parte del público y los críticos de música, quienes elogiaron la calidad interpretativa de la cantante. La otra balada, «Sabor a miel», el tercer sencillo en México y el último en los Estados Unidos, también recibió elogios de la crítica, catalogándola como la interpretación más destacada del álbum. La canción se las arregló para alcanzar la posición número veintidós en la lista de Hot Latin Songs de Billboard, y tuvo mayor éxito comercial en México, donde se convirtió en la tercera canción de la cantante en alcanzar la posición número uno en la radio.
Previo al lanzamiento del primer sencillo oficial del álbum, EMI Capitol de México estrenó en la radio la canción «La Chica Dorada» en julio de 1992. No tuvo gran impacto, ya que su intención fue únicamente generar un interés a la audiencia. EMI también contempló estrenar «Amarte en libertad» como el quinto y último sencillo del álbum, sin embargo, debido a que ya se había confirmado la fecha de lanzamiento del segundo álbum de estudio de la cantante, y el primer sencillo de éste, no hubo manera de promocionarlo.

## Premios y nominaciones
| Año  | Premios                | Categoría                           | Resultado | Ref.   |
| ---- | ---------------------- | ----------------------------------- | --------- | ------ |
| 1993 | Premios ERES           | Mejor videoclip por «Mío»           | Nominado  |        |
| 1993 | Premios TVyNovelas     | Artista femenina revelación del año | Ganadora  | [ 63 ] |
| 1993 | El Heraldo de México   | Revelación del año                  | Ganadora  | [ 50 ] |
| 1993 | Premio Lo Nuestro      | Mejor artista pop femenina del año  | Nominado  | [ 64 ] |
| 1993 | Premio Lo Nuestro      | Mejor nuevo artista pop del año     | Nominado  | [ 64 ] |
| 1993 | Galardón a los Grandes | Revelación del año                  | Ganadora  | [ 65 ] |
| 1993 | Festival Acapulco      | Espectáculo del año                 | Ganadora  | [ 50 ] |

## Lista de canciones
| La chica dorada |                                |                                                      |                                              |          |  |
| N.º             | Título                         | Escritor(es)                                         | Productor(es)                                | Duración |  |
| 1.              | «Mío»                          | J.R. Flórez · César Valle                            | Miguel Blasco · J.R. Flórez                  | 3:45     |  |
| 2.              | «Dime si soy sexy»             | J.R. Flórez · Valle                                  | Blasco · Flórez                              | 4:00     |  |
| 3.              | «Sabor a miel»                 | J.R. Flórez · Valle                                  | Flórez · Valle                               | 3:34     |  |
| 4.              | «El primer amor»               | Aleks Syntek                                         | Blasco                                       | 4:08     |  |
| 5.              | «Amor de mujer»                | Gian Pietro Felisatti «Difelisatti» · Flórez · Valle | Gian Pietro Felisatti «Difelisatti» · Flórez | 3:54     |  |
| 6.              | «La escoba»                    | Los Sírex                                            | Blasco                                       | 2:50     |  |
| 7.              | «La chica dorada»              | Flórez · Valle · Paulina Rubio                       | Flórez · Valle                               | 3:10     |  |
| 8.              | «Abriendo las puertas al amor» | «Difelisatti» · Flórez · Valle                       | «Difelisatti» · Flórez · Valle               | 4:41     |  |
| 9.              | «Sangre latina»                | Flórez · Valle                                       | Flórez                                       | 4:38     |  |
| 10.             | «Amarte en libertad»           | «Difelisatti» · Flórez · Valle                       | «Difelisatti» · Flórez                       | 3:18     |  |
| 38:02           |                                |                                                      |                                              |          |  |

### Formatos
| Año  | Formato          | Descripción |
| ---- | ---------------- | --- |
| 1992 | Vinilo           | La edición mexicana, colombiana y venezolana incluyen la portada original, mientras que en la edición ecuatoriana la fotografía de portada está superpuesta en un fondo negro y el logo de «La Chica Dorada» en la parte de arriba y de abajo. En la edición guatemalteca se repartió el espacio del fondo negro entre la fotografía de portada (en el lado derecho) y una de las fotografías de interiores (en el lado izquierdo). |
| 1992 | Casete           | En el formato de casete se incluyó la parte en color negro de la portada original del CD con la tipografía de «Paulina Rubio» en letras grandes, y en algunas ediciones, como la mexicana y la argentina, llevó el logo de «La Chica Dorada». |
| 1992 | CD               | La edición en CD lanzadas entre 1992 y 1993 en América se distinguieron por llevar el logo de EMI en la parte superior derecha. |
| 2001 | CD, reissue      | En la reedición del álbum en territorios como México, Estados Unidos y España se eliminó por completo el logo de «La Chica Dorada» y de EMI, como una manera de rebautizar el nombre del disco simplemente como «Paulina Rubio». Además se remasterizaron las canciones. |
| 2005 | Descarga digital | Contiene las mismas pistas de la versión remasterizada de 2001. |

## Listas de popularidad y certificaciones

### Posicionamiento en las listas
| País (Lista 1993)                 | Mejor posición |
| --------------------------------- | -------------- |
| Estados Unidos (Latin Pop Albums) | 2              |
| Estados Unidos (Top Latin Albums) | 42             |

### Certificación
| País   | Certificación | Simbolización | Ref.   |
| ------ | ------------- | ------------- | ------ |
| México | 3× Oro        |               | [ 76 ] |

## Créditos y personal
- Grabación: Balu-Balu Estudios, Madrid, España.

Composición y producción
- Paulina Rubio: artista principal, voz, coros, cencerro
- Miguel Blasco: producción
- José Ramón Flórez: composición, producción, programación
- José Antonio Álvarez Alija: ingeniería de sonido
- Gian Pietro Felisatti: composición
- César Valle: composición
- Aleks Syntek: composición
- Los Sírex: composición
- Remy Causse : arreglo

Diseño
- Luis Méndez: dirección artística
- Jorge Ramírez: arte digital
- Pablo Valle: arte digital
- Carlos Latapia: fotografía
- Esbozo Estudio: coordinación de vestuario
- Eduardo Gasset: maquillaje de portada
- David Mascorro: maquillaje de contraportada e interiores
- Jorge Ruiz: director creativo

Compañías discográficas
EMI Capitol de México: compañía discográfica, distribución y mercadotecnia
Fuentes: Allmusic, Discogs y notas del álbum.